# Autogobierno de Estonia
El Autogobierno de Estonia (en estonio: Eesti Omavalitsus, en alemán: Estnische Selbstverwaltung), también conocida como el Directorado, fue el gobierno títere establecido en Estonia durante la ocupación de Estonia por la Alemania nazi. Estaba encabezado por Hjalmar Mäe. El Autogobierno de Estonia estaba subordinado a la administración del Generalbezirk Estland y sus directores fueron designados por el jefe del Generalbezirk, el Comisario-General Karl-Siegmund Litzmann.

Según la Comisión Internacional de Estonia para la Investigación de Crímenes contra la Humanidad (en lo sucesivo, la Comisión),
Aunque el Directorio no tenía completa libertad de acción, ejercía una medida significativa de autonomía, dentro del marco de la política alemana, política, racial y económica. Por ejemplo, los Directores ejercieron sus poderes de conformidad con las leyes y reglamentos de la República de Estonia, pero solo en la medida en que éstos no hayan sido derogados o modificados por el mando militar alemán.
La Comisión también aseguró que:
El cargo de Director era voluntario; no hay pruebas de que ninguno de los líderes del Directorio estuviera sujeto a ningún tipo de coerción... La autonomía del Directorio, en particular, les permitió mantener estructuras policiales que cooperaron con los alemanes en la detención y el asesinato de judíos estonios y romaníes, y en buscar y matar a estonios considerados opositores de los ocupantes, y que finalmente fueron incorporados a la Policía de Seguridad. También se extendió al reclutamiento ilegal de estonios para trabajos forzados o para el servicio militar bajo mando alemán.

## Directores
- Hjalmar Mäe (Jefe del Directorio)
- Oskar Angelus (Director de Asuntos Internos)
- Alfred Wendt (o Alfred Vendt) (Director de Economía y Transporte)
- Otto Leesment (Director de Asuntos Sociales)
- Hans Saar (Director de Agricultura)
- Oskar Öpik (Director de Justicia)
- Arnold Raadik (Director de Tecnología)
- Johannes Soodla (Inspector general de las unidades Waffen-SS de Estonia)

La Comisión llegó a la conclusión de que los altos funcionarios del Directorio, en virtud de su cargo, comparten la responsabilidad con las autoridades alemanas de todas las acciones delictivas llevadas a cabo en Estonia y más allá de sus fronteras por unidades militares o batallones policiales formados con su consentimiento.